# Tyke Peacock
Tyke Peacock (Estados Unidos, 24 de febrero de 1961) es un atleta estadounidense, especializado en la prueba de salto de altura en la que llegó a ser subcampeón del mundo en 1983.

## Carrera deportiva
En el Mundial de Helsinki 1983 ganó la medalla de plata en el salto de altura, con un salto de 2.32 metros, quedando en el podio tras el soviéitico Hennadiy Avdyeyenko (que también logró saltar 2.32 m y en menos intentos) y por delante del chino Zhu Jianhua (bronce con 2.29 metros).